# 바스켓볼 챔피언스 리그
바스켓볼 챔피언스 리그(Basketball Champions League, BCL) 또는 FIBA 챔피언스 리그는 국제 농구 연맹(FIBA)이 주최하는 유럽 클럽의 연례 프로 농구 대회이다. 국제 농구 유럽 연맹(FIBA 유럽)이 주관하는 최고 수준의 대회로, 우승자는 FIBA 인터컨티넨털 컵에 참가하게 된다.
클럽은 주로 내셔널 리그와 컵 대회에서의 성적을 바탕으로 대회 참가 자격을 얻는다. 예외적이긴 하지만 일부 팀은 와일드카드로 지정될 수 있다.
각 시즌은 32개 팀으로 구성된다. 첫 시즌은 2016-17년에 열렸으며 이후 5개의 다른 클럽이 대회에서 우승했다. 카나리아(Canarias)와 산파블로 부르고스(San Pablo Burgos)는 각각 2개씩 대부분의 BCL 타이틀 공동 기록을 보유하고 있다.